# Patrik Fichte
Patrik Fichte (* 24. November 1965 in Düsseldorf) ist ein deutscher Schauspieler, Regisseur und Synchronsprecher.

## Leben

### Ausbildung und Theater

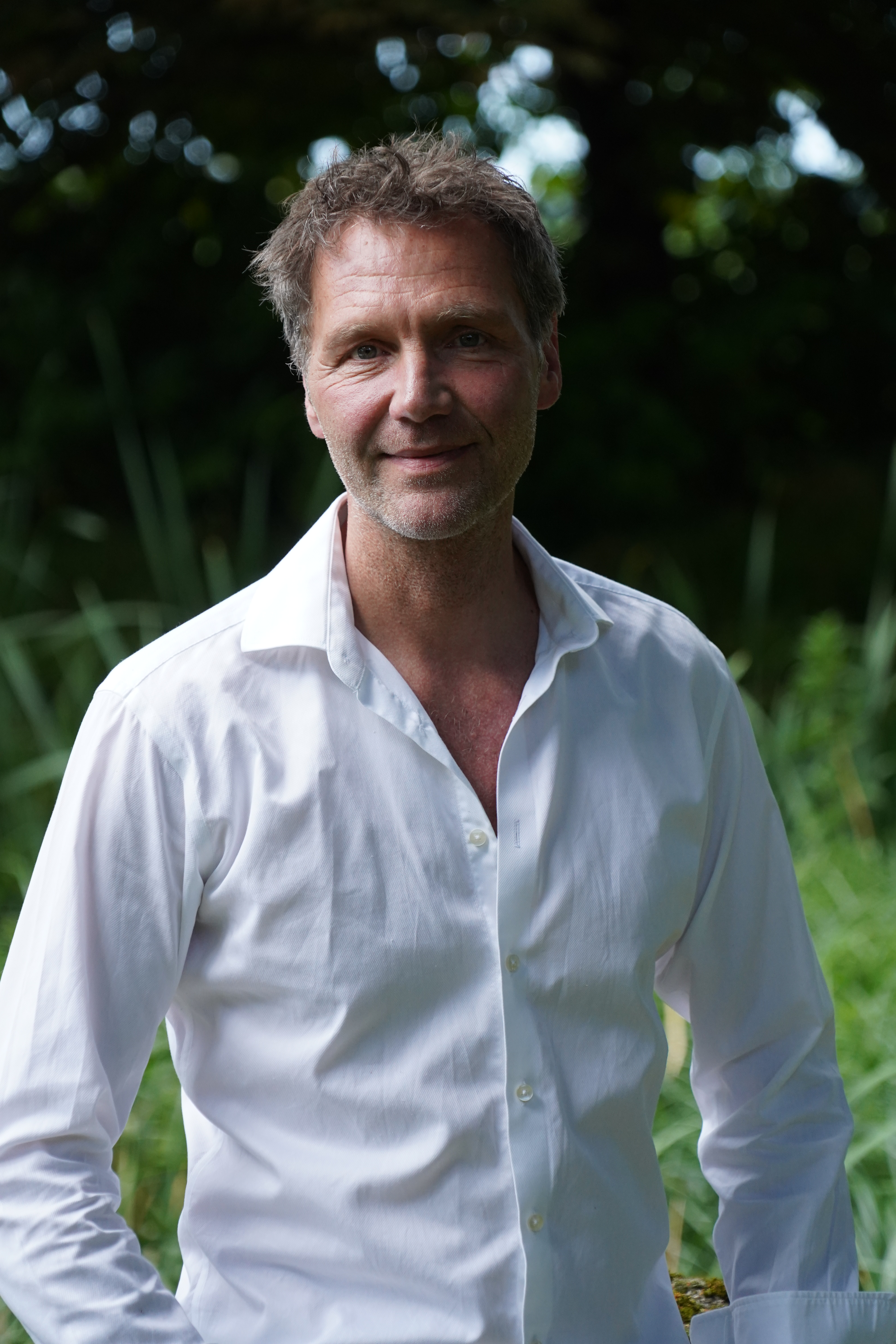

Patrik Fichte wuchs in der niedersächsischen Stadt Peine mit seinen Eltern und den beiden älteren Brüdern und seiner Zwillingsschwester Melani auf. Er verließ das Gymnasium nach der 11. Klasse und leistete seinen Wehrdienst bei der Panzergrenadiertruppe ab. Seine Ausbildung absolvierte er am Bühnenstudio der darstellenden Künste in Hamburg. Er stand zunächst sieben Jahre lang auf der Theaterbühne, u. a. in Hamburg am Ernst-Deutsch-Theater und am St. Pauli Theater. Sehen konnte man ihn auch auf der Bühne der Hamburger Kammerspiele und bei den Festspielen in Bad Hersfeld. Fichte arbeitet auch als Theaterregisseur; sein Regiedebüt hatte er mit dem Theaterstück The House of Yes (1999).

### Film, Fernsehen und Synchron
Rolf von Sydow entdeckte Fichte 1996 in Bad Hersfeld und engagierte ihn für Wind der Hoffnung, dem 16. Film der Rosamunde-Pilcher-Filmreihe. Seitdem steht er kontinuierlich in Film und Fernsehen vor der Kamera. 1997 war er in einer kurzen Nebenrolle als Pferdewirt Dieter in der ARD-Kinderserie Neues vom Süderhof zu sehen. Ab 2000 verkörperte Fichte zweieinhalb Jahre die Rolle des Henning von Anstetten in der ARD-Vorabendserie Verbotene Liebe der ARD. In den Jahren 2004 und 2005 spielte er an der Seite von Tanja Wedhorn in der ersten deutschen Telenovela Bianca – Wege zum Glück die männliche Hauptrolle des millionenschweren Bänkers Oliver Wellinghoff, der zwar verlobt ist, sich aber in seine Angestellte Bianca Berger verliebt. In der siebenteiligen ZDF-Filmreihe Meine wunderbare Familie war er von 2008 bis 2010 erneut als Liebespaar an der Seite von Tanja Wedhorn in der Hauptrolle als Jan Kastner zu sehen. Er spielte den erfolgreichen Eigentümer einer Kaffeerösterei, der durch den tödlichen Unfall seiner Frau prompt zum alleinerziehenden Vater wird. Von 2013 bis 2014 übernahm er die männliche Rolle in der 10. Staffel Rote Rosen, er verkörperte Ole Wolff, einen erfolgreichen Radsport-Unternehmer.
Fichte betätigt sich neben seiner Arbeit auf der Bühne und vor der Kamera als Synchronsprecher, so synchronisierte er u. a. für die US-amerikanischen Fernsehserien Walker, Texas Ranger und Springfield Story.

## Filmografie

### Spielfilme (Auswahl)
- 2011: Der Film Deines Lebens
- 2005: Die Bullenbraut – Ihr erster Fall
- 2004: Zwei Wochen für uns
- 2001: Liebst du mich? (Kurzfilm)
- 2000: Bonhoeffer – Die letzte Stufe
- 1999: Antrag vom Ex

### Fernsehserien und -reihen (Auswahl)
- 2023: Verstehen Sie Spaß
- 2017: Rosamunde Pilcher: Nie wieder Klassentreffen
- 2015: Rosamunde Pilcher – Ghostwriter
- 2017: Das Traumschiff – Kuba
- 2013–2014: Rote Rosen(Fernsehserie, Folgen 1586–1814)
- 2013: Dora Heldt: Ausgeliebt (Fernsehreihe)
- 2012: Katie Fforde (Fernsehserie, Folge Leuchtturm mit Aussicht)
- 2011: Rosamunde Pilcher – Der gestohlene Sommer
- 2011: Küstenwache – Logbuch der Lügen
- 2011: Rosamunde Pilcher – Sonntagskinder
- 2007–2010: Meine wunderbare Familie (Fernsehreihe, 7 Folgen)
- 2007–2011: Kreuzfahrt ins Glück (Fernsehserie, 11 Folgen)
- 2006: Rosamunde Pilcher – Und plötzlich war es Liebe
- 2006: Das Traumschiff – Botswana
- 2005: Inga Lindström: In den Netzen der Liebe (Fernsehreihe)
- 2005: Im Tal der wilden Rosen: Bis ans Ende der Welt (Fernsehreihe)
- 2004–2005: Bianca – Wege zum Glück (Fernsehserie, 224 Folgen)
- 2004: Rosamunde Pilcher – Tiefe der Gefühle
- 2003: Alarm für Cobra 11 – Die Autobahnpolizei (Fernsehserie, Folge Der Aufprall)
- 2001: Zwei Männer am Herd (Fernsehserie, Folge Der Betriebsausflug)
- 2000: Großstadtrevier (Fernsehserie, Folge Heimspiel)
- 2000–2002: Verbotene Liebe (Fernsehserie, 393 Folgen)
- 1999: Tatort – Die apokalyptischen Reiter
- 1999; 2004: Die Rettungsflieger (Fernsehserie, verschiedene Rollen, 2 Folgen)
- 1997: Neues vom Süderhof (Fernsehserie, 3 Folgen)
- 1997: Rosamunde Pilcher – Wind der Hoffnung (Fernsehreihe)

### Regiearbeiten
- 2024 - 2025 Frieda – mit Feuer und Flamme | Daily Soap, SAT.1 | Regisseur
- 2015 - heute Rote Rosen | Telenovela, ARD | Regisseur
- 2020 - 2021 Wechselspiel der Liebe | nach Rosamunde Pilcher | Komödie im Bayrischen Hof | Dr. Hugh Kyle
- 1998 - The House of YES | Theater in der Basilika | Regisseur

## Theater (Auswahl)
- 2020 - 2021: Wechselspiel der Liebe (Musical - Komödie im Bayerischen Hof, München)
- 2019 + 2021: Es war einmal an Weihnachten . . .
- 1997: Die letzten beißen die Hunde – (Theater in der Basilika)
- 1996: Romeo und Julia – (Festspiele Bad Hersfeld) – Rolle: Tybalt
- 1995: König Lear – (Festspiele Bad Hersfeld)
- 1995: Cabreet von Masteroff – (Festspiele Bad Hersfeld) – Rolle: Ernst Ludwig
- 1995: Rattenfänger (Festspiele Bad Hersfeld) – Rolle: Henning
- 1994: Des Teufels General – (Ernst Deutsch Theater)
- 1994: Medea (Ernst-Deutsch-Theater) – Rolle: Knabenführer
- 1994: Othello darf nicht platzen – (Winterhuder Fährhaus)
- 1993: Ein Klotz am Bein – (Ernst Deutsch Theater) – Rolle: Ferdinand
- 1993: Die Spanische Fliege – (HH Nord Theater)
- 1993: Arsen und Spitzenhäubchen (Ernst Deutsch Theater)
- 1992: Der nackte Wahnsinn – (Ernst Deutsch Theater) – Rolle: Garry Lejeune
- 1992: Die Caine war ihr Schicksal (Ernst Deutsch Theater) – Rolle: Lt. Keith
- 1992: Herrenhaus – (Ernst-Deutsch-Theater)
- 1990: Kiss Me, Kate – Musical (Hamburger Kammerspiele) – Rolle: Fred Graham / Petrucchio
- 1990: Guys and Dolls – (Hamburger Kammerspiele) – Rolle: Sky Masterson
- 1990: Pariser Leben – Operette Thalia Theater Hamburg